# إيفيلين ناكانو غلين
إيفيلين ناكانو غلين (بالإنجليزية: Evelyn Nakano Glenn)‏ هي أكاديمية أمريكية، ولدت في 1950.